# Lopezville
Lopezville est une census-designated place située dans le comté de Hidalgo, dans l’État du Texas, aux États-Unis. Sa population s’élevait à 4 333 habitants lors du recensement de 2010.